# Eupilis hyalinocosta
Eupilis hyalinocosta är en insektsart som beskrevs av Melichar 1914. Eupilis hyalinocosta ingår i släktet Eupilis och familjen sköldstritar. Inga underarter finns listade i Catalogue of Life.